# Fissidens guangdongensis
Fissidens guangdongensis là một loài Rêu trong họ Fissidentaceae. Loài này được Z. Iwats. & Z.H. Li mô tả khoa học đầu tiên năm 1985.